# Apolló-lepke
Az Apolló-lepke (Parnassius apollo) a rovarok (Insecta) osztályának lepkék (Lepidoptera) rendjébe, ezen belül a pillangófélék (Papilionidae) családjába tartozó faj.

## Előfordulása
Az Apolló-lepke palearktikus elterjedésű faj, Európa és Ázsia hegyvidéki területein fordul elő 2200 méteres tengerszint feletti magasságig. Elterjedési területe Spanyolországtól a Tien-san hegységig és Nyugat-Szibériáig húzódik. Állományai Nyugat-Európában igen megritkultak, Magyarországról kipusztult.

## Megjelenése, testfelépítése

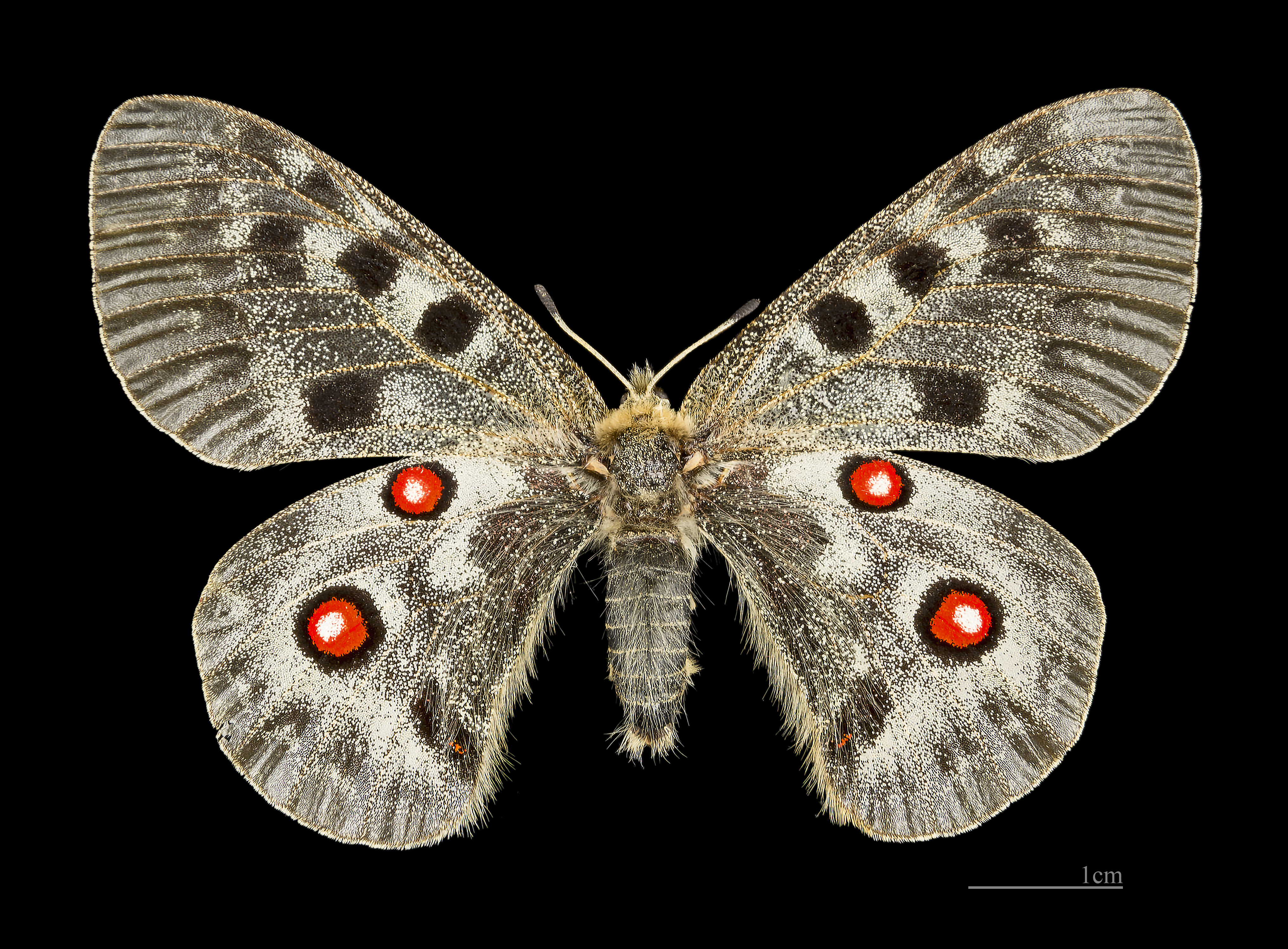
♀
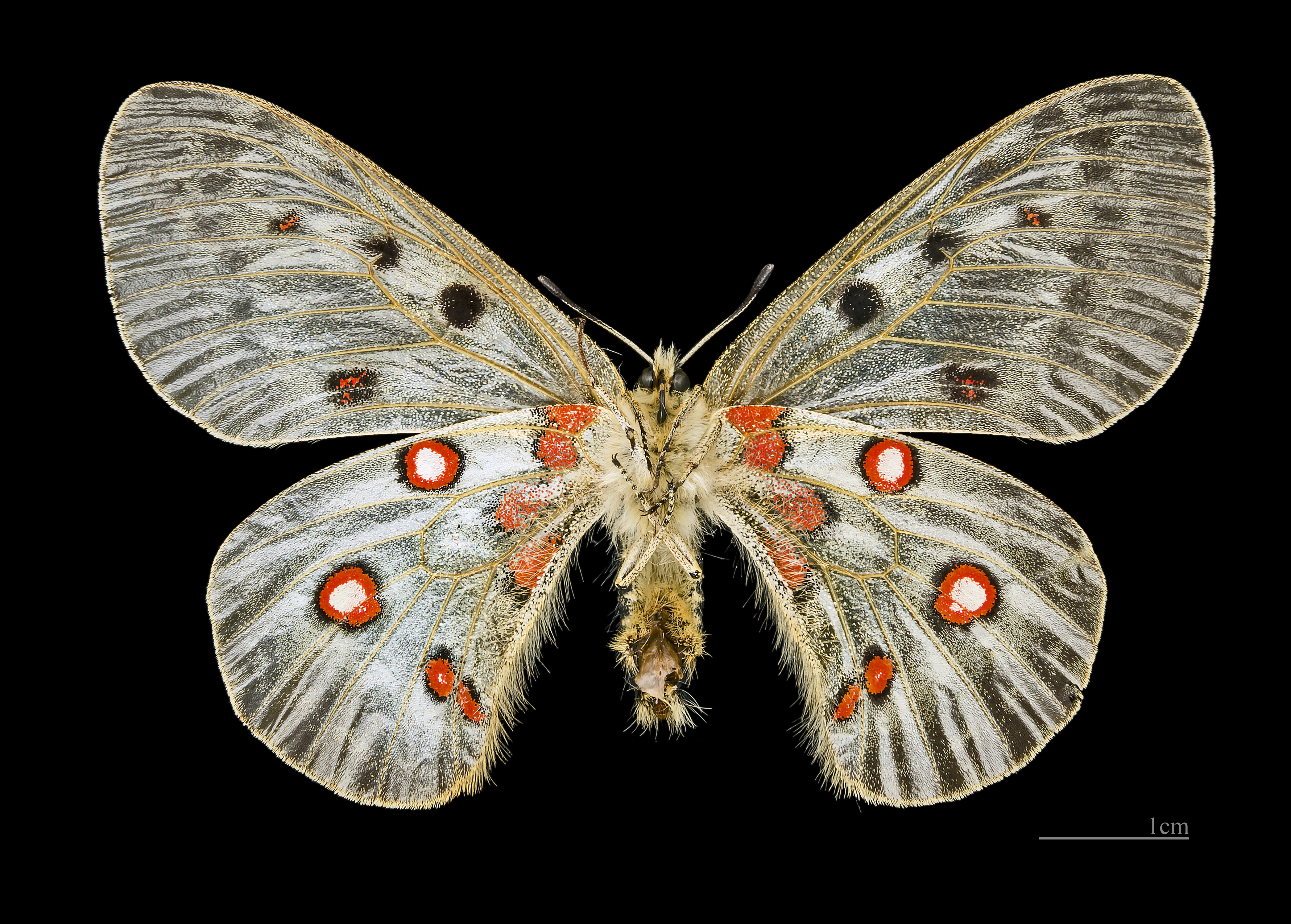
♀△
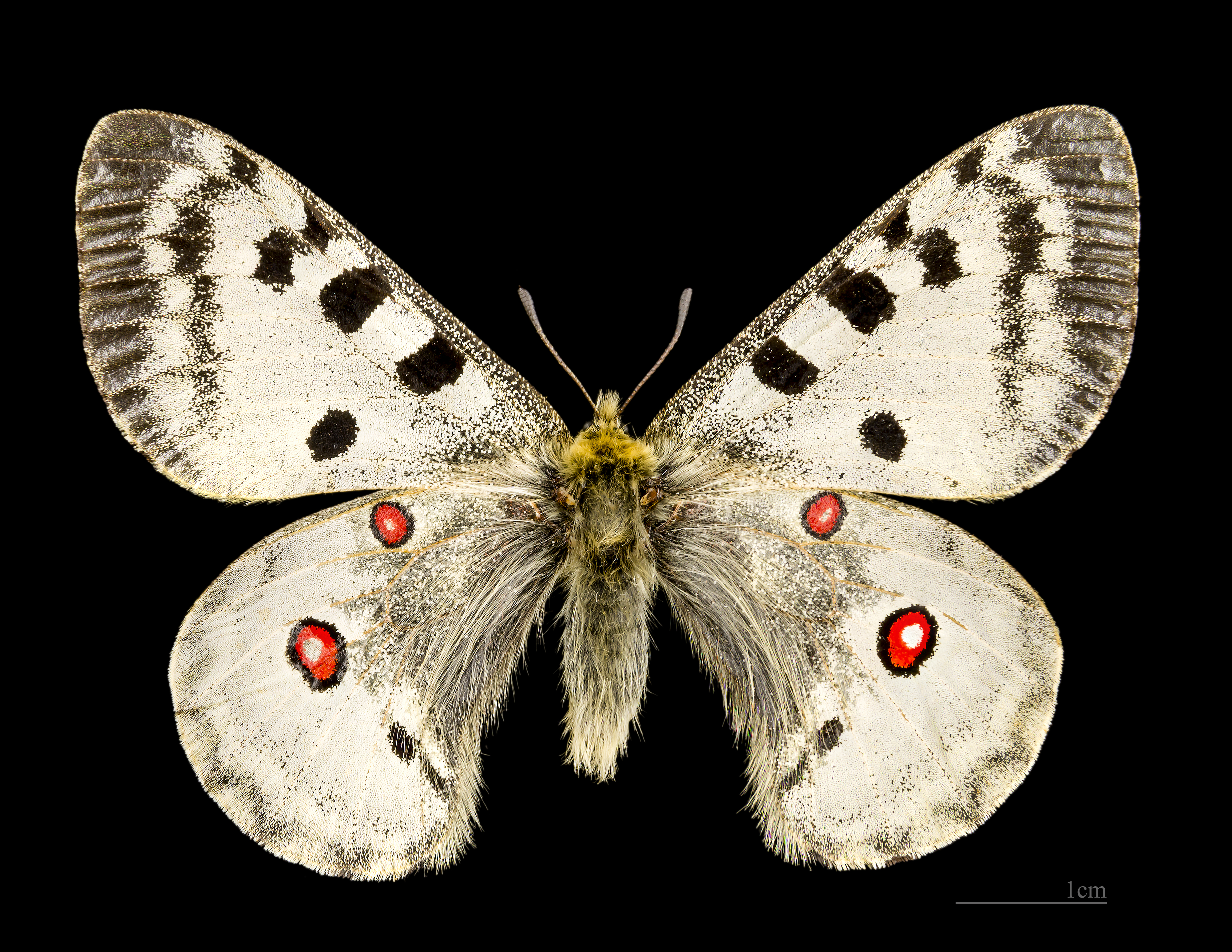
♂
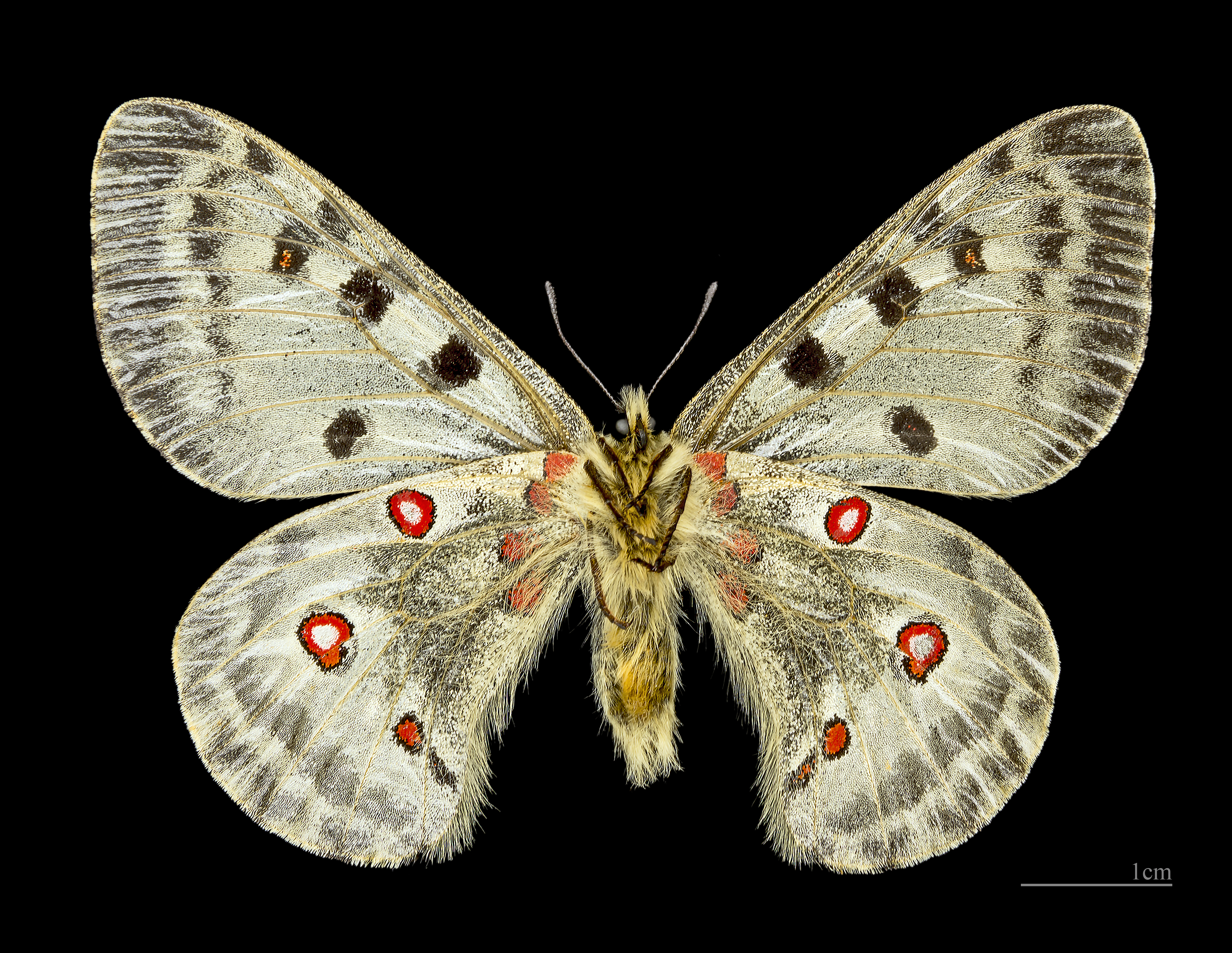
♂ △

A lepke szárnyfesztávolsága 5-7 centiméter. Két pár szárnya van, amelyek részben fedik egymást. Feketén vagy szürkén pettyezett, tört fehér szárnyain feltűnő, vörös „szemfoltok” találhatók, amelyeknek a közepe néha sárga. A szárny széle áttetsző, pergamenszerű. A kis fejen két nagy összetett szem és két hosszú, megvastagodott végű csáp található; utóbbiak szagló- és tapintószervként szolgálnak. Szájszerve a lepkékre jellemző pödör nyelv. Szárnyai és lábai a torhoz kapcsolódnak (lásd: rovarok testfelépítése). A lábak szürke vagy krémszínű szőrrel borítottak. A potroh szőrözöttsége ivari dimorfizmust mutat, a hímeké erősen szőrözött, míg a nőstényeké szinte csupasz.

## Életmódja
Az Apolló-lepke magashegyi völgyekben és középhegységekben egyaránt előfordul, de csak szigetszerű foltokban, főleg meszes talajokon. Leginkább a sziklakibúvásos hegyi kaszálóréteket kedveli. A peteburokból tavasszal kikelő hernyók elsősorban különféle varjúháj (Sedum), ritkábban kövirózsa (Sempervivum) fajok leveleivel táplálkoznak. 1-2 hónap intenzív táplálkozás után főleg kövek vagy mohák alatt bebábozódnak. Báb állapotban körülbelül 1-2 hónapot töltenek, ezt követően kelnek ki az imágók (kifejlett lepkék). Az Apolló-lepke egynemzedékes (univoltin), vagyis évente csupán egy teljes generációja fejlődik ki. Az imágók az élőhely tengerszint feletti magasságától és a földrajzi szélességtől, valamint az időjárástól függően május és szeptember között repülnek, de a rajzás mindenütt csupán egy-két hónapig tart. Az imágók élettartama néhány hét, fontos táplálékforrást jelent számukra a különböző virágok (pl. bogáncsformák, imolák) által termelt nektár.

## Szaporodása
A párzási időszak nagyjából egybeesik a repülési idővel, bár a rajzás elején főleg hímek alkotják a populációt (protandria), a vége felé pedig mindinkább a nőstények kerülnek túlsúlyba. Párzás után a hímek egy erényövet (sphragis) helyeznek el a nőstényen, mellyel eltakarják annak párzónyílását és feltehetően megakadályozzák, hogy a nőstény további hímekkel párosodjék. Ez a viselkedésforma egyébként eléggé elterjedt az apollóformák körében. A nőstény egyenként vagy kisebb csomókban több száz sima, kerek, fehér petét rak a talajra, vagy növényekre.

## Alfajai
- Parnassius apollo adonais Fruhstorfer, 1922
- Parnassius apollo adulanus Fruhstorfer, 1923
- Parnassius apollo adzharensis Sheljuzhko, 1924
- Parnassius apollo agyiens Fruhstorfer, 1921
- Parnassius apollo agyllus Fruhstorfer, 1923
- Parnassius apollo alemanicus Fruhstorfer, 1922
- Parnassius apollo alpherakyi Krulikowsky, 1906
- Parnassius apollo amphityon Fruhstorfer, 1921
- Parnassius apollo ancile Fruhstorfer, 1909
- Parnassius apollo apollo (Linnaeus, 1758)
- Parnassius apollo artemidor Fruhstorfer, 1921
- Parnassius apollo artonius Fruhstorfer, 1922
- Parnassius apollo bajuvaricus Fruhstorfer, 1921
- Parnassius apollo bartholomaeus Stichel, 1906
- Parnassius apollo buehleri Eisner, 1956
- Parnassius apollo caloriferus Fruhstorfer, 1921
- Parnassius apollo cetius Fruhstorfer, 1909
- Parnassius apollo chetus Fruhstorfer, 1921
- Parnassius apollo chrysophorus Fruhstorfer, 1921
- Parnassius apollo claudius Belling, 1915
- Parnassius apollo cominius Fruhstorfer, 1921
- Parnassius apollo debilis Fruhstorfer, 1921
- Parnassius apollo democratus Krulikowsky, 1906
- Parnassius apollo escalerae Rothschild, 1909
- Parnassius apollo finmarchicus Rothschild, 1908
- Parnassius apollo geminus Stichel, 1906
- Parnassius apollo generosus Fruhstorfer, 1920
- Parnassius apollo graecus Ziegler, 1901
- Parnassius apollo guadarramensis Fruhstorfer, 1909
- Parnassius apollo helias Fruhstorfer, 1923
- Parnassius apollo heliophilus Fruhstorfer, 1921
- Parnassius apollo hermiston Fruhstorfer, 1921
- Parnassius apollo hesebolus Nordmann, 1851
- Parnassius apollo jelicus Fruhstorfer, 1921
- Parnassius apollo juvanus Kolar, 1922
- Parnassius apollo kashtsehenko Sheljuzhko, 1908
- Parnassius apollo khotanensis Okano, 1982
- Parnassius apollo kricheldorffi Eisner, 1928
- Parnassius apollo ladinus Belling, 1923
- Parnassius apollo leovigildus Fruhstorfer, 1909
- Parnassius apollo levantinus Rothschild, 1908
- Parnassius apollo limicola Stichel, 1906
- Parnassius apollo linnei Bryk, 1913
- Parnassius apollo lioranus Fruhstorfer, 1921
- Parnassius apollo liptauensis Peschke & Eisner, 1932
- Parnassius apollo luitpoldus Fruhstorfer, 1909
- Parnassius apollo manillius Fruhstorfer, 1922
- Parnassius apollo manleyi Wyatt, 1964
- Parnassius apollo maurus Fruhstorfer, 1921
- Parnassius apollo maximilianus Fruhstorfer, 1909
- Parnassius apollo meinhardi Sheljuzhko, 1924
- Paranssius apollo merzbacheri Fruhstorfer, 1906
- Parnassius apollo mongolicus Staudinger, 1900
- Parnassius apollo montebaldensis Fruhstorfer, 1923
- Parnassius apollo navasi Bryk, 1934
- Parnassius apollo nevadensis Oberthür, 1891
- Parnassius apollo nivatus Fruhstorfer, 1906
- Paranssius apollo novitas Fruhstorfer, 1906
- Parnassius apollo noricanus Kolar, 1922
- Parnassius apollo omotimoius Fruhstorfer, 1921
- Parnassius apollo oravensis Eisner & Zelný, 1969
- Parnassius apollo ottonius Fruhstorfer, 1909
- Parnassius apollo pandolfus Fruhstorfer, 1922
- Parnassius apollo panon Fruhstorfer, 1922
- Parnassius apollo phonolithi Bryk, 1915
- Parnassius apollo phrynius Fruhstorfer, 1921
- Parnassius apollo piedemontanus Fruhstorfer, 1909
- Parnassius apollo posthumus Fruhstorfer, 1921
- Parnassius apollo provincialis Kheil, 1905
- Parnassius apollo pyrenaica W. Harcourt-Bath, 1896
- Parnassius apollo rebelianus Fruhstorfer, 1921
- Parnassius apollo regius Lukhtanov, 1997
- Parnassius apollo rhaeticus Fruhstorfer, 1906
- Parnassius apollo rhea Poda, 1761
- Parnassius apollo rhodopensis Markowitsch, 1910
- Parnassius apollo rosenius Fruhstorfer, 1923
- Paranssius apollo rubidus Fruhstorfer, 1906
- Parnassius apollo sibiricus Nordmann, 1851
- Parnassius apollo sicilae Oberthür, 1891
- Parnassius apollo sicinius Fruhstorfer, 1921
- Parnassius apollo sotirion Fruhstorfer, 1923
- Parnassius apollo suaneticus Arnold, 1909
- Parnassius apollo substitutus Rothschild, 1909
- Parnassius apollo tauricus Bryk & Eisner, 1930
- Parnassius apollo tenebrosus Fruhstorfer, 1923
- Parnassius apollo thiemo Fruhstorfer, 1909
- Parnassius apollo transitoria Eisner, 1958
- Parnassius apollo triumphator Fruhstorfer, 1921
- Parnassius apollo valdieriensis Verity, 1911
- Parnassius apollo valesiacus Fruhstorfer, 1906
- Parnassius apollo venustus Belling, 1929
- Parnassius apollo venaissinus Fruhstorfer, 1921
- Parnassius apollo victorialis Fruhstorfer, 1921
- Parnassius apollo vindobonensis Bollow, 1929
- Parnassius apollo xerophilus Fruhstorfer, 1923